# SMG5

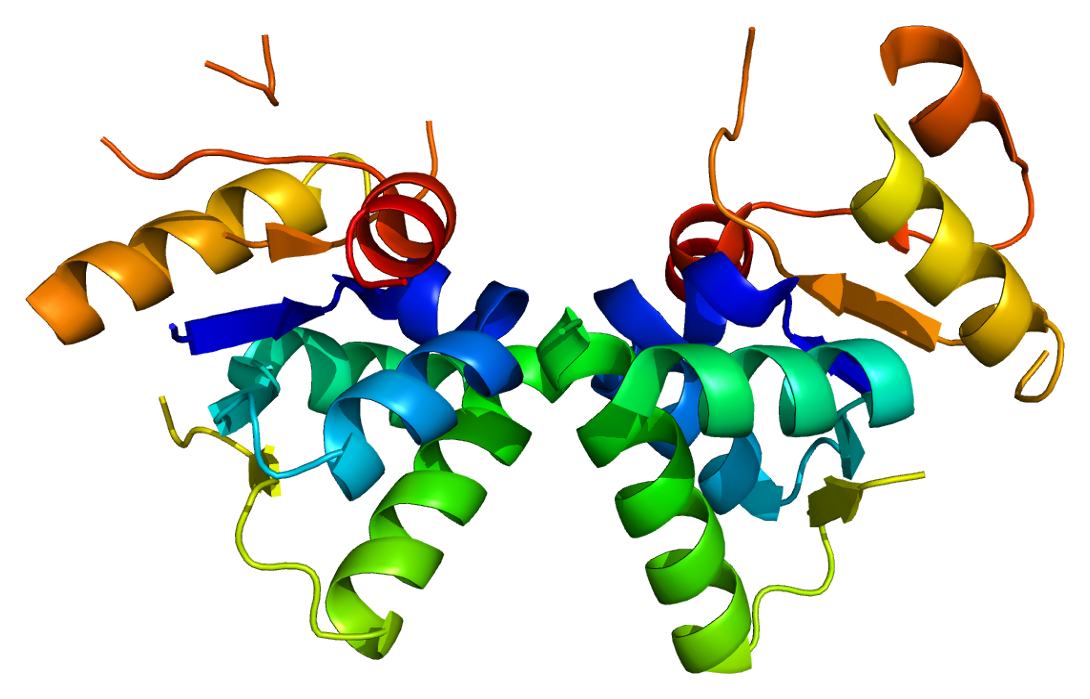
Imagen representativa de la estructura de la proteína SMG5

Proteína SMG5 es una proteína que en humanos está codificada por el gen SMG5. Esta proteína contiene un dominio PIN que parece haber mutado los residuos en el sitio activo. Desempeña un papel en la descomposición del ARNm mediada sin sentido, sin tener actividad de RNasa por sí misma. Promueve la desfosforilación de UPF1. Se cree que, junto con SMG7, proporciona un vínculo con la maquinaria de degradación del ARNm que involucra vías exonucleolíticas y sirve como un adaptador de UPF1 a la proteína fosfatasa 2A (PP2A), lo que desencadena la desfosforilación de UPF1, necesaria para la actividad TERT.